# Frans Oscar Persson
Frans Oscar Persson, född 5 juni 1867 i Åsbo församling, Östergötlands län, död 22 januari 1952 i Åsbo församling, Östergötlands län, var en svensk spelman.

## Biografi
Frans Oscar Persson föddes på Lugnt i Åsbo församling som son till torparen Per August Jonsson och Johanna Svensdotter. Familjen flyttade 1879 från torpet Stenebo i Strålsnäs till Äng i samma församling. Persson flyttade hemifrån 1882 och började arbeta som dräng på Grönlund. Han började spela fiol vid 25 års ålder. På en marknad i Tranås fick Persson höra spelmannen Blinde Janne från Gränna. Han fick då upp intresset för fiolspelet och lade dragspelet åt sidan. Persson lärde sig sina låtar från sin mor som var musikalisk och från spelmännen från trakten. Den skickligaste enligt honom var Fredrik i Sätra. Han spelade polskor och dog i början av 1900-talet.
1885 flyttade han till sina föräldrar på Äng och 1889 var han fortfarande skriven i socknen, men utan känd hemvist. Den 6 juli 1893 dömdes han för våld mot polistjänsteman och fick fyra månaders straffarbete. Den 26 april 1900 dömdes han för misshandel och fick samma straff. Perssons far avled 1912 och 1922 flyttade han hem till sin mor på Äng. Hon avled tre år senare, 1925. Persson avled 1952 på ålderdomshemmet i Åsbo församling.
Persson kom under sitt liv att arbeta som snickare och urmakare. 1930 upptecknades sex melodier efter Persson av Olof Andersson.

## Verklista
- Vals i G-dur.[5]
- Vals i G-dur. Persson hade lärt sig melodin av sin mamman Johanna Svensdotter, som i sin tur hade lärt sig valsen av en gammal spelman Petter Persson i Ekeby socken.[5]
- Polska i C-dur. Persson arbetade en vinter hos bonden Per Karlsson i Blåviks socken. Han brukade sjunga denna polska.[5]
- Polska i G-dur, spelades i trakten där Persson bodde.[5]
- Polska i G-dur, upptecknad av gamla spelmän i Åsbo socken.[5]
- Polska i D-dur, upptecknad av gamla spelmän i Åsbo socken.[5]